# برده عشق
برده عشق (روسی: Раба любви) فیلمی در ژانر کمدی-درام به کارگردانی نیکیتا میخالکوف است که در سال ۱۹۷۶ منتشر شد.

## خلاصه فیلم
"اولگا" ستاره مشهور سینمای صامت است. او در جنوب روسیه در حال بازی در یک فیلم است در حالی‌که بلشویک‌ها به مسکو نزدیکتر می‌شوند. با اینکه او متاهل است، بیشتر وقت خود را با تصویربردار فیلم سپری میکند و...